# Trawniki
Trawniki è un comune rurale polacco del distretto di Świdnik, nel voivodato di Lublino.
Ricopre una superficie di 84,16 km² e nel 2004 contava 9 225 abitanti.

## Storia
Nel corso della Seconda guerra mondiale nei pressi della città fu creato un campo di concentramento nazista. Tale campo fu utilizzato sia per l'internamento e lo sfruttamento degli ebrei che per l'addestramento dei battaglioni di polizia ausiliaria delle SS.